# Yolanda Chicane
Yolanda Chicane, também conhecida como Yolanda Kakana (, ), é uma cantora moçambicana. É a vocalista principal de um dos agrupamentos musicais mais famosos da atualidade em Moçambique, a Banda Kakana. Ela começou a sua carreira em 2003, e em 2004 juntou-se ao produtor Jim Gawza (Azarias Arone) para fundar a Banda Kakana. Ela identifica-se com a fusão de vários estilos musicais, destacando-se o afro, o rock e o jazz.

## Prémios
- Melhor voz (Top Ngoma 2007, 2010, 2012)
- Revelação (Top Ngoma 2007)
- Prémio Fusão (Top Ngoma 2010)
- Melhor banda (Top Ngoma 2009)
- Prémio Fusão (Mozambique Music Awards – MMA 2010)